# Lac Aberdeen (La Tuque)
Pour les articles homonymes, voir Aberdeen (homonymie).
Le lac Aberdeen s'avère le principal plan d'eau de tête de la rivière Aberdeen, situé en Haute-Batiscanie dans le territoire de la ville de La Tuque, dans la région administrative de la Mauricie, au Québec, Canada.
Ce bassin versant est desservie du côté ouest  et sud par la route forestière R0410.
La foresterie constitue la principale activité économique du secteur; les activités récrétouristiques, en second,.
La surface du lac Aberdeen est généralement gelée du début décembre à la fin mars; toutefois, la circulation sécuritaire sur la glace se fait généralement de fin décembre à début mars.

## Géographie
Le lac Aberdeen comporte une longueur de 2,9 km, une largeur de 1,0 km et une altitude de 429 m.
L'embouchure du lac Aberdeen est situé à 3,1 km au nord-ouest de la limite de la réserve faunique des Laurentides, à 14,2 km au nord-est du centre du village de Lac-Édouard, à 6,1 km au sud-est du lac Ventadour, à 3,3 km au sud-est du Grand lac Macousine et à 13,3 km à l'est du lac Saint-Henri.
Ce lac enclavé fait tout en longueur est surtout alimenté par sept décharges venant des montagnes environnantes.
Le lac Aberdeen comporte une île (longueur: 0,9 km dans la partie centre nord du lac et dix autres petites îles. Il comporte aussi cinq baies dont deux du côté nord, une à l'ouest où quelques chalets ont été aménagés et deux baies du côté sud dont l'une au sud-est où se situe l'émissaire du lac. À partir de l'embouchure de ce lac, le courant descend sur 17,5 km en suivant le cours de la rivière Aberdeen généralement vers le sud-ouest. Puis le courant se fusionne à la rivière aux Castors Noirs en traversant d'abord sur 2,1 km le lac aux Biscuits. Finalement, le courant se déverse dans la partie supérieure de la rivière Batiscan laquelle coule vers le sud jusqu'à la rive nord-ouest du fleuve Saint-Laurent.

## Toponymie
Le toponyme « lac Aberdeen » a été officialisé le 5 décembre 1968 à la Banque des noms de lieux de la Commission de toponymie du Québec.